# Decarthron rostratum
Decarthron rostratum är en skalbaggsart som beskrevs av Park 1958. Decarthron rostratum ingår i släktet Decarthron och familjen kortvingar. Inga underarter finns listade i Catalogue of Life.